# Micrelaps boettgeri
Micrelaps boettgeri är en giftig ormart inom familjen stilettormar som tillhör släktet Micrelaps.

## Kännetecken
Färgen är svart och ser nästan ut som olja, lite glansig. Annars liknande utseende som för alla Micrelaps.

## Utbredning
Arten har flera från varandra skilda populationer i östra Sudan, Sydsudan, Somalia, Etiopien, Kenya, Uganda och norra Tanzania. Den vistas i låglandet och i bergstrakter upp till 1800 meter över havet. Micrelaps boettgeri lever i savanner och buskskogar. Den gräver i lövskiktet och i det översta jordlagret. Födan utgörs av maskormar och ödlor. Ifall den äter insekter är omstridd. Honor lägger ungefär 6 ägg per tillfälle.

## Hot
För beståndet är inga hot kända. Ormen har bra anpassningsförmåga. IUCN listar arten som livskraftig (LC).